# Longueil
Longueil é uma comuna francesa na região administrativa da Normandia, no departamento de Sena Marítimo. Estende-se por uma área de 11,73 km². Em 2010 a comuna tinha 572 habitantes (densidade: 48,8 hab./km²).